# 하이힐을 신고 달리는 여자
《하이힐을 신고 달리는 여자》(영어: I Don't Know How She Does It)는 2011년 공개된 미국의 코미디 영화이다. 더글러스 맥그래스가 연출하고, 세라 제시카 파커, 피어스 브로스넌, 그레그 키니어 등이 출연하였다.
이 영화는 평과 흥행 양면에서 실패하였다.

## 줄거리
남편 리처드와의 사이에서 두 자녀를 두고 있으며 보스턴 금융 회사에서 중책을 맡고 있는 케이트는 경력 추구와 가족들의 요구 사이에서 균형을 찾는 데 어려움을 느낀다. 새 프로젝트를 통해 알게 된 잭이 케이트에게 관심을 갖게 되면서 상황은 더 복잡해진다.

## 출연진
- 세라 제시카 파커 - 케이트 레디 역
- 피어스 브로스넌 - 잭 에이블해머 역
- 그레그 키니어 - 리처드 레디 역
- 크리스티나 헨드릭스 - 앨리슨 헨더슨 역: 친구. 한부모 변호사.
- 켈시 그래머 - 클라크 쿠퍼 역: 상사.
- 세스 마이어스 - 크리스 번스 역
- 올리비아 먼 - 모모 한 역: 하급 연구 분석가.
- 제인 커틴 - 말라 레디 역: 리처드의 어머니.
- 마크 블럼 - 루 레디 역
- 비지 필립스 - 웬디 베스트 역: 주부.
- 세라 샤히 - 저닌 로피에이트로 역: 주부.
- 제시카 조어 - 폴라 역: 베이비시터.

## 기타 제작진
- 배역: 더글러스 에이블
- 미술: 산토 로콰스토
- 세트: 리지나 그레이브스
- 의상: 러네이 얼릭 캘퍼스
- 조감독: 티머시 버드
- 시각 효과: 대니 S. 김